# Park Chung-hee (handebolista)
Park Chung-hee (10 de abril de 1975) é uma handebolista sul-coreana e medalhista olímpica.
Park Chung-hee fez parte da geração medalha de bronze em Pequim 2008. 